# 森洋久
森 洋久（もり ひろひさ、1968年（昭和43年） - ）は、日本の情報工学者。東京大学総合研究博物館准教授。

## 来歴・人物
アメリカ合衆国マサチューセッツ州ボストン出身。都立西高校を経て、東京大学大学院理学系研究科情報科学専攻博士課程を中退後、1996年（平成8年）4月に東京大学総合研究資料館助手に就任。1999年（平成11年）10月、国際日本文化研究センター助教授就任、2005年（平成17年）10月の大阪市立大学大学院文学研究科助教授就任を経て、2009年（平成21年）8月より国際日本文化研究センター文化資料研究企画室准教授。2017年（平成29年）4月より現職。

## 主な著作
編著
- 『角倉一族とその時代』（思文閣出版、2015年。ISBN 978-4-7842-1797-7）

共編著
- 『日文研叢書・増補改訂 森幸安の描いた地図』 （辻垣晃一との共編著・臨川書店、2016年。ISBN 978-4-6530-4317-1）